# Hasslö
Hasslö es una isla y una localidad situada en el municipio de Karlskrona, provincia de Blekinge, en Suecia, que posee 1.628 habitantes según datos de 2010.
Durante muchos años, la marina sueca tuvo actividades en Hasslö lo que significaba que el acceso de extranjeros a la isla era restringido, pero eso ya no es así. Hasslö es famosa por su pesca, y esta ha sido históricamente el principal medio de subsistencia. Un sitio de pesca famoso en Hasslö es el de Rallbryggan.
Hasslö es una isla plana y la mayoría de las personas que viven allí lo hacen cerca de la costa. La isla está conectadada con el continente por el puente de Hasslö.